# Simon Wright
Simon Wright (født 19. juni 1963) er en engelsk trommeslager som nok er mest kendt for at have spillet trommer for AC/DC og Dio.